# Arcidiocesi di Bourges

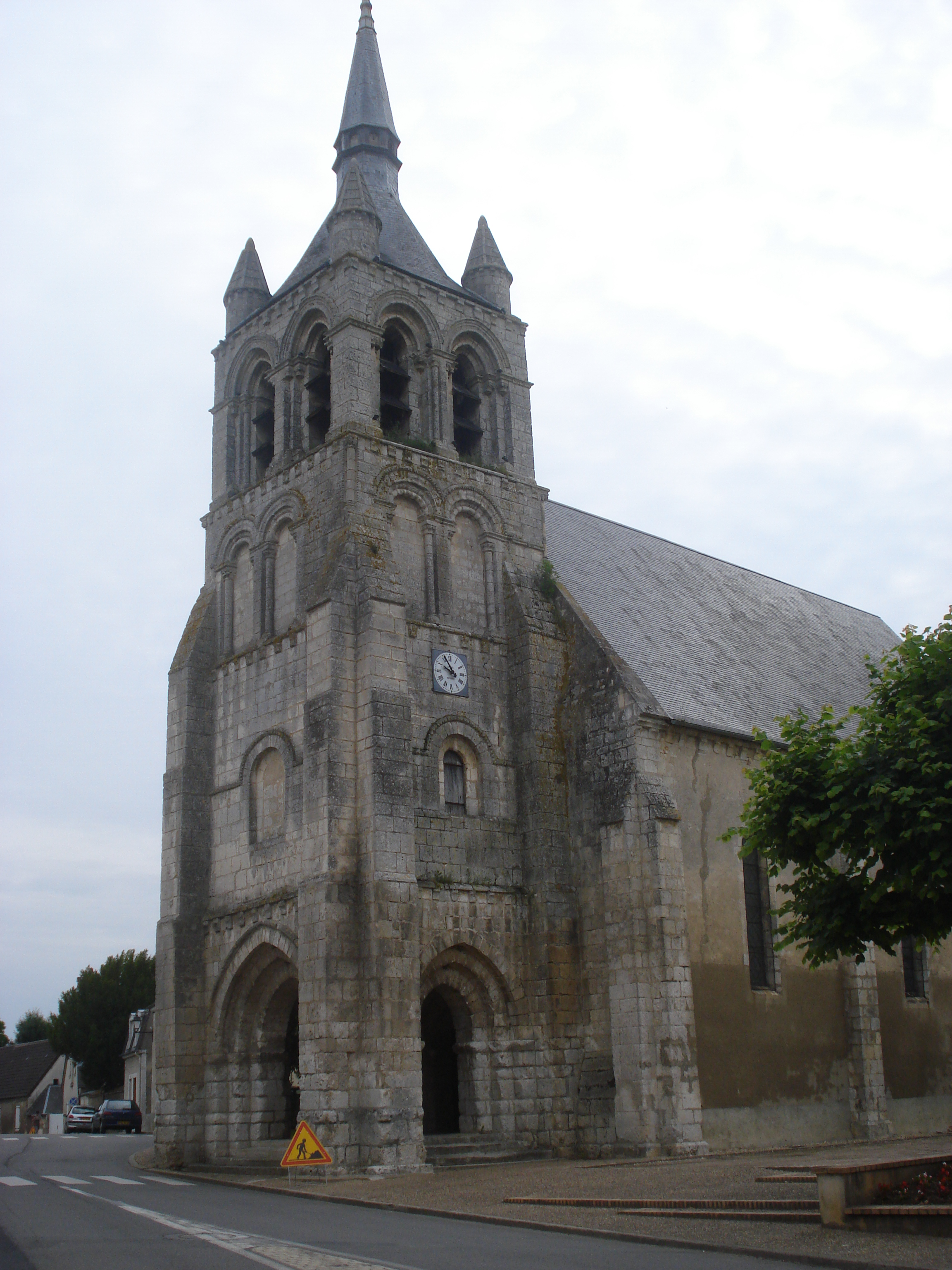
La chiesa di Sainte-Solange, meta di pellegrinaggio.

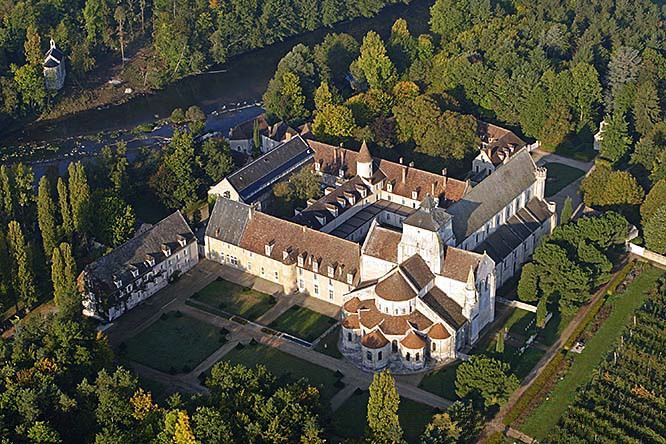
L'abbazia Notre-Dame di Fontgombault.

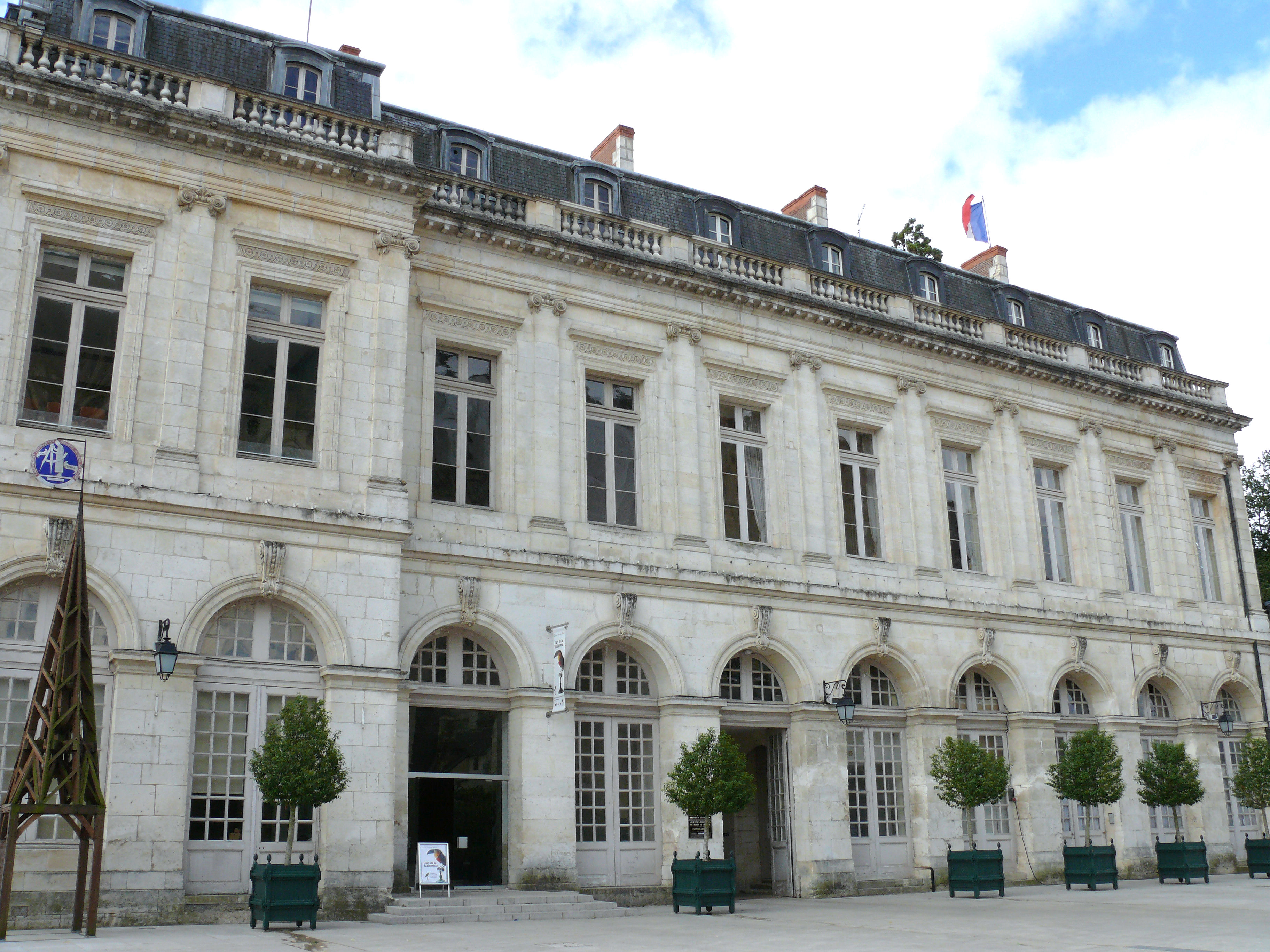
L'ex palazzo episcopale di Bourges.

L'arcidiocesi di Bourges (in latino Archidioecesis Bituricensis) è una sede della Chiesa cattolica in Francia suffraganea dell'arcidiocesi di Tours. Nel 2022 contava 500.000 battezzati su 533.000 abitanti. La sede è vacante.

## Territorio
L'arcidiocesi comprende i dipartimenti francesi dello Cher e dell'Indre.
Sede arcivescovile è la città di Bourges, dove si trova la cattedrale di Santo Stefano.
I principali luoghi di pellegrinaggio dell'arcidiocesi sono:
- Nostra Signora di Déols presso Châteauroux, risalente al X secolo. La chiesa fu consacrata da papa Pasquale II. Papa Alessandro III in esilio visse in questo luogo e vi incontrò Enrico II di Inghilterra; anche papa Onorio III visitò il santuario;
- Nostra Signora della Buona Morte a Fontgombault;
- il santuario di Sainte-Solange; la santa nacque nell'862 a Villemont, a tre leghe da Bourges e soffrì il martirio nell'875 per conservare la propria verginità;
- Nostra Signora del Sacro Cuore a Issoudun, dove il sacerdote Jean Jules Chevalier, parroco della cittadina, fondò le congregazioni dei Missionari del Sacro Cuore di Gesù e delle Figlie di Nostra Signora del Sacro Cuore;
- Nostra Signora di Pellevoisin, famoso per le apparizioni che sarebbero avvenute nel 1876.
- Notre-Dame des Enfants; il più importante pellegrinaggio si tiene ogni anno durante il mese di maggio[1].

Il territorio si estende su 14.020 km² ed è suddiviso in 58 parrocchie raggruppate in 12 decanati.

## Storia
L'arcidiocesi fu eretta nel III secolo. Secondo la tradizione, protovescovo sarebbe stato sant'Ursino, evangelizzatore della storica regione del Berry, menzionato in due occasioni nelle opere di Gregorio di Tours. I dittici dell'arcidiocesi menzionano dieci vescovi dopo sant'Ursino, che precedono il primo vescovo storicamente documentato di Bourges, Leone, che sottoscrisse il 4 ottobre 453 gli atti del concilio di Angers.
Biturigi era la capitale della provincia romana dell'Aquitania prima, come testimoniato dalla Notitia Galliarum dell'inizio del V secolo.. Con l'affermarsi dell'organizzazione ecclesiastica, Biturigi divenne, oltre che centro amministrativo della regione, sede metropolitana della provincia ecclesiastica, modellata su quella civile, che comprendeva le diocesi suffraganee di Clermont, Rodez, Albi, Cahors, Limoges, Mende e Le Puy.
Nel Medioevo sorse una disputa fra le sedi metropolitane di Bordeaux e di Bourges in merito alla pretesa di Bourges sulla primazia di Aquitania. La questione è stata acclarata da studiosi moderni, che hanno stabilito che la lettera di papa Niccolò I a Rodolfo (864), che data l'esistenza della primazia di Bourges al IX secolo e che qualifica l'arcivescovo con il titolo di patriarcha, non è autentica. Come capitale dell'Aquitania prima, Bourges anticamente aspirò alla preminenza sulle province di Aquitania seconda e Aquitania terza e quindi anche su Bordeaux. Verso il 1073 queste generiche aspirazioni presero forma di rivendicazioni; fra il 1112 e il 1126 il papato le riconobbe e nel 1146 papa Eugenio III conferì la primazia di Pierre de La Châtre, arcivescovo di Bourges, su Bordeaux.
Nel XII secolo due papi visitarono Bourges: papa Pasquale II nel 1107 e papa Alessandro III nel 1163. Nel secolo successivo si svolsero due fra i più importanti concili regionali di Bourges, quelli del 1225 e del 1226 che condannarono gli albigesi.
Nel 1195 fu iniziata la costruzione della cattedrale in stile gotico; venne consacrata dall'arcivescovo Guillaume de Brosse il 13 maggio 1324.
Nel 1225 si tenne a Bourges un importante concilio convocato dal cardinale Romano Bonaventura durante la crociata albigese per stabilire chi tra Raimondo VII di Tolosa e Amalrico VI di Montfort fosse il legittimo signore della Contea di Tolosa.
Nel 1232 papa Gregorio IX concesse all'arcivescovo di Bourges, come ad un patriarca, il diritto di visitare la provincia di Aquitania, impose all'arcivescovo di Bordeaux il dovere di assistere, almeno una volta, ai concili indetti dall'arcivescovo di Bourges e stabilì che i provvedimenti dell'arcivescovo di Bordeaux potevano essere appellati dinanzi all'arcivescovo di Bourges. Quando occasionalmente, nel 1240 e nel 1284, gli arcivescovi di Bourges si recarono a Bordeaux, trovarono le porte delle chiese chiuse e risposero con la scomunica alle proteste del clero di Bordeaux contro le loro visite.
Quando la Francia perse l'Aquitania per l'annullamento del matrimonio fra Luigi VII ed Eleonora di Aquitania che era stato celebrato nella cattedrale di Bordeaux nel 1137, Bordeaux divenne la capitale dei possedimenti inglesi in Aquitania. Allora la disputa fra le sedi metropolitane di Bordeaux e di Bourges assunse un carattere politico e il re di Francia iniziò a sostenere le rivendicazioni di Bourges.
Papa Clemente V (1305-14) fu contrario alle rivendicazioni di Bourges. Divenuto papa, a dispetto delle sue simpatie francesi, perseguì il disegno dell'emancipazione di Bordeaux da Bourges.
Nel 1327 l'arcidiocesi contava 733 parrocchie. Nel XIV secolo la provincia ecclesiastica si ingrandì con le nuove diocesi, istituite da papa Giovanni XXII, di Tulle, di Saint-Flour, di Vabres e di Castres
Nel 1438 si tenne a Bourges un altro importante concilio che, dopo l'approvazione della Prammatica Sanzione di re Carlo VII, tentò di istituire una Chiesa gallicana autonoma da Roma.
Durante l'episcopato di Jean Cœur, nella seconda metà del XV secolo, fu fondata l'università di Bourges.
Nel 1528 un concilio di Bourges condannò gli ugonotti, che erano favoriti sia dall'università in cui avevano studiato Calvino e Teodoro di Beza sia dalla corte di Margherita di Valois.
Nel 1603 l'arcidiocesi contava 772 parrocchie, che diventeranno 801 nel 1776 e 796 alla vigilia della Rivoluzione, quando erano raggruppate in 9 arcidiaconati e 20 arcipresbiterati.
Il 3 ottobre 1678, con l'erezione a sede metropolitana della diocesi di Albi, la provincia ecclesiastica di Bourges perse le diocesi suffraganee di Rodez, Castres, Vabres, Cahors e Mende.
In seguito al concordato con la bolla Qui Christi Domini di papa Pio VII del 29 novembre 1801 l'arcidiocesi si ampliò, incorporando il territorio della diocesi di Nevers, che fu soppressa.
Il 6 ottobre 1822, in forza della bolla Paternae caritatis del medesimo papa Pio VII, la diocesi di Nevers fu ristabilita, ricavandone il territorio dall'arcidiocesi di Bourges. Contestualmente, la provincia ecclesiastica di Bourges venne ristrutturata, arrivando a comprendere le suffraganee di Clermont, Limoges, Le Puy, Tulle e Saint-Flour.
Facendo seguito al sinodo del 1990, nel 1994 il territorio dell'arcidiocesi subisce una sostanziale rivisitazione e il numero delle parrocchie è ridotto dalle oltre 500 alle attuali 64.
In seguito alla riorganizzazione delle circoscrizioni ecclesiastiche francesi, dall'8 dicembre 2002 Bourges non è più sede metropolitana, pur mantenendo la dignità arcivescovile, ed è entrata a far parte della provincia ecclesiastica di Tours.

## Cronotassi dei vescovi
Bourges è una delle poche sedi episcopali di Francia di cui si conservano i dittici originari in avorio. Al loro interno, nell'XI secolo, fu scritto con inchiostro il catalogo episcopale che, con le aggiunte successive, arriva fino a Simon de Beaulieu (1281-1294). Oggi praticamente i dittici risultano illeggibili, tuttavia sono giunte fino a noi diverse copie del catalogo.
La più antica è quella trascritta in un manoscritto della fine dell'XI secolo ed arriva fino al vescovo Audebert de Montmorillon († 1096). Verso la metà del XIII secolo il canonico Etienne de Gallardon redasse un'altra copia, oggi conservata in un cartulario del capitolo. All'epoca dell'arcivescovo Roger le Fort (metà del XIV secolo) fu redatta una copia ufficiale su pergamena, inserita all'interno dei dittici: questo esemplare del catalogo fu tenuto aggiornato fino alla fine del Settecento. Il catalogo episcopale riporta anche gli anni di pontificato per ciascun arcivescovo, ma le incongruenze e gli anacronismi sono tali che, fino alla metà del IX secolo, risultano essere completamente inaffidabili.
Nella seguente cronotassi si omettono i periodi di sede vacante non superiori ai 2 anni o non storicamente accertati.
- Sant'Ursino † (III secolo)
- San Saniziano †
- Sant'Eterio †
- San Tecreto †
- San Marcello †
- Viatore †
- Eleuterio †
- Paupero †
- San Palladio I †
- Villico †
- Avito †
- Leone † (prima del 453 - dopo il 461)
- San Palladio II †
- Eulogio †
- San Simplicio † (circa 472 - ?)[9]
- San Tetradio † (prima del 506 - dopo il 511)
- Rorico †
- Siagrio †
- Umato †
- Sant'Onorato I †
- Onorato II † (prima del 533 - dopo il 535)[10]
- Sant'Arcadio † (prima del 538 - dopo il 541)
- San Desiderato † (menzionato nel 549)
- San Probiano † (prima del 552 - dopo il 565 circa)
- San Felice † (menzionato nel 573)
- Remigio † (prima del 581 - circa 584 deceduto)
- San Sulpizio I Severo † (584 - 591 deceduto)
- Eustasio † (591 - ?)
- Sant'Apollinare †
- Sant'Austregisilo † (menzionato nel 614)[11]
- San Sulpizio II il Pio † (prima del 627 - 17 gennaio 647 deceduto)
- Vulfoledo † (prima del 650 - dopo il 660)
- Adone † (prima del 672 - dopo il 677)
- Agoseno † (menzionato nel 683)
- Rocco †
- Sigino †
- Leodoario †
- Deodato †
- Segoleno †
- San Davide †
- Bertellano † (menzionato nel 760)
- Erminario † (menzionato nel 769)
- Santo Stefano †[12]
- Ermemberto † (circa 788/791 - ?)
- Ebroino † (menzionato nell'810)
- Sant'Agilulfo (o Ailulfo) † (prima dell'820 circa - dopo l'838)
- San Rodolfo † (circa 840/841[13] - prima del 18 agosto 866 deceduto)
- Vulfado † (settembre 866 - prima del 23 giugno 876 deceduto)
- Frotario † (28 ottobre o novembre 876 - dopo giugno 889 deceduto)
- Adace † (menzionato nell'891)
- Madalbert † (? - 910 deceduto)
- Géronce de Déols † (prima del 914 - dopo il 29 settembre 948 deceduto)
- Laune de Déols † (948 - 955 deceduto)
- Richard I de Blois † (prima del 26 marzo 957 - 959 deceduto)
- Hugues de Blois † (959 - 17 dicembre 985 deceduto)
- Dagbert † (dopo il 21 maggio 987 - 18 gennaio 1012 deceduto)
- Gauzlin † (1º dicembre 1012 consacrato - 8 marzo 1030 deceduto)
- Aymon de Bourbon † (prima del 1º novembre 1031 - 5 giugno 1070 deceduto)
- Richard II † (23 aprile 1071 consacrato - 22 o 23 aprile 1093 deceduto)
- Audebert de Montmorillon † (18 o 19 agosto 1093 - 6 settembre 1097 deceduto)
- Leger † (1097 - 31 marzo 1120 deceduto)
- Vulgrin † (1121 - 1136 deceduto)
- Alberico di Reims † (1137 - 1141 deceduto)
- Pierre de La Châtre † (circa 1141 - 1º maggio 1171 deceduto)
- Étienne de la Chapelle † (1171 - 1173 deceduto)
- Guarin de Gallardon † (1174 - 20 marzo 1180 deceduto)
- Pierre II, O.S.B. † (1180 - 1184)
- Henri de Sully † (1184 - settembre 1200 deceduto)
- San Guglielmo † (23 novembre 1200 - 10 gennaio 1209 deceduto)
- Girard de Cros † (1209 - 7 luglio 1218 deceduto)
- Simon de Sully † (1218 - 8 agosto 1232 deceduto)
- Pierre de Chateauroux † (prima del 20 aprile 1233 - 1234 deposto)
- San Philippe Berruyer † (10 marzo 1236 - 9 gennaio 1261 deceduto)
- Jean de Sully † (circa 1261 - prima di aprile 1271)
- Guy de Sully, O.P. † (18 maggio 1276 - 5 marzo 1281 deceduto)
- Simon de Beaulieu † (23 dicembre 1281 - 18 settembre 1294 dimesso)[14]
- Egidio Romano, O.E.S.A. † (25 aprile 1295 - 22 dicembre 1316 deceduto)
- Raynaud de La Porte † (31 dicembre 1316 - 20 dicembre 1320 dimesso)[14]
- Guillaume de Brosse † (27 febbraio 1321 - 14 dicembre 1330 nominato arcivescovo di Sens)
- Foucaud de Rochechouart † (14 dicembre 1330 - agosto 1343 deceduto)
- Beato Roger le Fort † (18 agosto 1343 - 1367 deceduto)
- Pierre d'Estaing, O.S.B. † (2 aprile 1368 - 7 giugno 1370 dimesso)[14]
- Pierre de Cros, O.S.B. † (9 giugno 1370 - 2 agosto 1374 nominato arcivescovo di Arles)
- Bertrand de Chanac † (2 agosto 1374 - 30 maggio 1382 nominato patriarca di Gerusalemme)
- Jean de Rochechouart † (30 maggio 1382 - 17 ottobre 1390 nominato arcivescovo di Arles)
- Pierre Aimery † (17 ottobre 1390 - 2 luglio 1409 nominato vescovo di Carcassonne)
- Guillaume de Boisratier † (2 luglio 1409 - 19 luglio 1421 deceduto)
- Henry d'Avangour † (24 novembre 1421 - agosto 1446 dimesso)
- Jean Cœur † (2 settembre 1446 - 25 giugno 1482 deceduto)
- Pierre Cadoüet † (7 agosto 1482 - 31 agosto 1492 deceduto)
- Guillaume de Cambray † (31 agosto 1492 - 31 agosto 1505 deceduto)
- Michel Bucy † (11 novembre 1505 - febbraio 1511 deceduto)
- Andrew Foreman † (15 luglio 1513 - 13 novembre 1514 nominato arcivescovo di Saint Andrews)
- Innocenzo Cybo † (13 novembre 1514 - 13 novembre 1514 dimesso)
- Antoine Bohier, O.S.B. † (13 novembre 1514 - 27 novembre 1519 deceduto)
- François de Bueil † (1º luglio 1521 - 25 marzo 1525 deceduto)
- François de Tournon, C.R.S.A. † (8 gennaio 1526 - 1536 dimesso)
- Jacques Leroy, O.S.B. † (27 giugno 1537 - 1572 deceduto)
- Antonio Vialardi, O.S.B. † (16 giugno 1572 - 4 dicembre 1576 deceduto)
  - Sede vacante (1576-1581)
- Renaud de Beaune † (10 luglio 1581 - 29 aprile 1602 nominato arcivescovo di Sens)[15]
- André Frémyot † (16 giugno 1603 - 1621 dimesso)
- Roland Hébert † (14 marzo 1622 - 21 giugno 1638 deceduto)
  - Sede vacante (1638-1642)
- Pierre d'Hardivillier † (10 novembre 1642 - 10 ottobre 1649 deceduto)
- Anne de Lévis-Ventadour † (13 febbraio 1651 - 7 o 17 marzo 1662 deceduto)
  - Sede vacante (1662-1665)
- Jean de Montpezat de Carbon † (22 aprile 1665 - 6 maggio 1675 nominato arcivescovo di Sens)
- Michel Poncet † (17 giugno 1675 - 21 febbraio 1677 deceduto)
- Michel Phélypeaux de La Vrillière † (10 aprile 1679 - 28 aprile 1694 deceduto)
- Léon Potier de Gesvres † (30 agosto 1694 - 5 marzo 1729 dimesso)
- Frédéric-Jérôme de La Rochefoucauld † (6 luglio 1729 - 28 aprile 1757 deceduto)
- Georges-Louis Phélypeaux d'Herbault † (26 settembre 1757 - 23 settembre 1787 deceduto)
- François de Fontanges † (17 dicembre 1787 - 12 settembre 1788 dimesso)[16]
- Jean-Auguste de Chastenet de Puységur † (15 settembre 1788 - 15 marzo 1802 dimesso)
- Marie-Charles-Isidore de Mercy † (15 aprile 1802 - 18 febbraio 1811 deceduto)
  - Sede vacante (1811-1817) -[17]
- Etienne-Jean-Baptiste des Galois de la Tour † (1º ottobre 1817 - 20 marzo 1820 deceduto)
- Jean-Marie Cliquet de Fontenay † (28 agosto 1820 - 13 ottobre 1824 deceduto)
- Guillaume-Aubin de Villèle † (21 marzo 1825 - 25 novembre 1841 deceduto)
- Jacques-Marie-Antoine-Célestin du Pont † (24 gennaio 1842 - 26 maggio 1859 deceduto)
- Alexis-Basile-Alexandre Menjaud † (26 settembre 1859 - 10 dicembre 1861 deceduto)
- Charles-Amable de la Tour d'Auvergne Lauraguais † (10 dicembre 1861 succeduto - 17 settembre 1879 deceduto)
- Jean-Joseph Marchal † (27 febbraio 1880 - 26 maggio 1892 deceduto)
- Jean-Pierre Boyer † (19 gennaio 1893 - 16 dicembre 1896 deceduto)
- Pierre-Paul Servonnet † (19 aprile 1897 - 18 ottobre 1909 deceduto)
- Louis-Ernest Dubois † (30 novembre 1909 - 13 marzo 1916 nominato arcivescovo di Rouen)
- Martin-Jérôme Izart † (9 maggio 1916 - 31 maggio 1934 deceduto)
- Louis-Joseph Fillon † (24 dicembre 1934 - 2 gennaio 1943 deceduto)
- Joseph-Charles Lefèbvre † (17 giugno 1943 - 10 ottobre 1969 ritirato)
- Charles-Marie-Paul Vignancour † (10 ottobre 1969 succeduto - 8 aprile 1984 ritirato)
- Pierre Marie Léon Augustin Plateau † (8 aprile 1984 - 25 aprile 2000 ritirato)
- Hubert Marie Pierre Dominique Barbier (25 aprile 2000 - 11 settembre 2007 ritirato)
- Armand Maillard (11 settembre 2007 - 25 luglio 2018 ritirato)
- Jérôme Daniel Beau (25 luglio 2018 - 14 gennaio 2025 nominato arcivescovo di Poitiers)

## Statistiche
L'arcidiocesi nel 2022 su una popolazione di 533.000 persone contava 500.000 battezzati, corrispondenti al 93,8% del totale.
| anno | popolazione | popolazione | popolazione | presbiteri | presbiteri | presbiteri | presbiteri                | diaconi | religiosi | religiosi | parrocchie |
| anno | battezzati  | totale      | %           | numero     | secolari   | regolari   | battezzati per presbitero | diaconi | uomini    | donne     | parrocchie |
| ---- | ----------- | ----------- | ----------- | ---------- | ---------- | ---------- | ------------------------- | ------- | --------- | --------- | ---------- |
| 1950 | 505.000     | 538.000     | 93,9        | 476        | 441        | 35         | 1.060                     |         | 70        | 560       | 506        |
| 1959 | 500.000     | 531.812     | 94,0        | 417        | 370        | 47         | 1.199                     |         | 112       | 550       | 505        |
| 1969 | 532.000     | 551.430     | 96,5        | 410        | 351        | 59         | 1.297                     |         | 59        | 478       | 164 (?)    |
| 1980 | 520.000     | 585.000     | 88,9        | 331        | 230        | 101        | 1.570                     | 1       | 167       | 550       | 507        |
| 1990 | 520.000     | 588.000     | 88,4        | 261        | 175        | 86         | 1.992                     | 4       | 153       | 466       | 507        |
| 1999 | 508.000     | 576.000     | 88,2        | 223        | 148        | 75         | 2.278                     | 11      | 125       | 384       | 67         |
| 2000 | 511.000     | 579.000     | 88,3        | 208        | 139        | 69         | 2.456                     | 13      | 117       | 380       | 67         |
| 2001 | 500.000     | 545.567     | 91,6        | 199        | 132        | 67         | 2.512                     | 15      | 113       | 375       | 67         |
| 2002 | 500.000     | 545.667     | 91,6        | 201        | 135        | 66         | 2.487                     | 16      | 119       | 328       | 64         |
| 2003 | 500.000     | 545.567     | 91,6        | 159        | 119        | 40         | 3.144                     | 17      | 89        | 348       | 64         |
| 2004 | 500.000     | 545.567     | 91,6        | 143        | 120        | 23         | 3.496                     | 15      | 70        | 340       | 64         |
| 2006 | 501.000     | 546.715     | 91,6        | 139        | 106        | 33         | 3.604                     | 17      | 74        | 325       | 64         |
| 2012 | 502.700     | 549.900     | 91,4        | 127        | 100        | 27         | 3.958                     | 18      | 109       | 232       | 64         |
| 2015 | 502.400     | 541.869     | 92,7        | 98         | 74         | 24         | 5.126                     | 20      | 55        | 148       | 64         |
| 2018 | 508.400     | 541.660     | 93,9        | 97         | 68         | 29         | 5.241                     | 19      | 64        | 134       | 58         |
| 2020 | 499.660     | 532.250     | 93,9        | 91         | 67         | 24         | 5.490                     | 20      | 58        | 131       | 58         |
| 2022 | 500.000     | 533.000     | 93,8        | 85         | 66         | 19         | 5.882                     | 18      | 49        | 111       | 58         |